# Micropholis resinifera
Espèce
Statut de conservation UICN

 VUB1+2b : Vulnérable
Classification phylogénétique
Micropholis resinifera est une espèce de plantes à fleurs de la famille des Sapotaceae. C'est un arbre originaire d'Amazonie.

## Répartition
Endémique aux forêts de la plaine amazonienne de l'état d'Amazonas, au Brésil.